# Quận Treasure, Montana
Quận Treasure là một quận thuộc tiểu bang Montana, Hoa Kỳ. Quận lỵ đóng ở [[Hysham]]6. Quận được đặt tên theo. Dân số theo điều tra năm 2000 của Cục điều tra dân số Hoa Kỳ là 861 người.

## Địa lý
Theo Cục điều tra dân số Hoa Kỳ, quận này có diện tích 2549 km2, trong đó có 13 km2 là diện tích mặt nước.

## Thông tin nhân khẩu
Theo điều tra dân số 2 năm 2000, quận này đã có dân số 861 người, 357 hộ gia đình, và 242 gia đình sống trong quận hạt. Mật độ dân số là <1/km ² (1/sq mi). Có 422 đơn vị nhà ở mật độ trung bình của <1/km ² (<1/sq mi). Thành phần chủng tộc của cư dân sinh sống trong quận gồm 96,40% người da trắng, 0,12% da đen hay Mỹ gốc Phi, 1,63% người Mỹ bản xứ, 0,35% ở châu Á, 0,93% từ các chủng tộc khác, và 0,58% từ hai hoặc nhiều chủng tộc. 1,51% dân số là người Hispanic hay Latino thuộc một chủng tộc nào. 29,2% là người gốc Đức, Na Uy 14,4%, 11,2% người Ailen, 9,2% và 5,5% người Mỹ gốc tiếng Anh theo điều tra dân số năm 2000.
Có 357 hộ, trong đó 30,80% có trẻ em dưới 18 tuổi sống chung với họ, 59,10% là đôi vợ chồng sống với nhau, 4,20% có một chủ hộ nữ không có mặt chồng, và 32,20% là không lập gia đình. 30,00% hộ gia đình đã được tạo ra từ các cá nhân và 15,10% có người sống một mình65 tuổi hoặc cao hơn. Cỡ hộ trung bình là 2,41 và cỡ gia đình trung bình là 2,98.
Trong quận cơ cấu độ tuổi dân cư được trải ra với 27,80% dưới độ tuổi 18, 5,00% 18-24, 23,20% 25-44, 27,30% từ 45 đến 64, và 16,70% từ 65 tuổi trở lên người. Độ tuổi trung bình là 42 năm. Đối với mỗi 100 nữ có 104,00 nam giới. Đối với mỗi 100 nữ 18 tuổi trở lên, đã có 101,90 nam giới.
Thu nhập trung bình cho một hộ gia đình trong quận đạt mức USD 29.830, và thu nhập trung bình cho một gia đình là USD 34.219. Phái nam có thu nhập trung bình USD 22.750 so với 17.188 USD đối với phái nữ. Thu nhập bình quân đầu người là 14.392 USD. Có 8,50% gia đình và 14,70% dân số sống dưới mức nghèo khổ, bao gồm 22,80% những người dưới 18 tuổi và 11,10% của những người 65 tuổi hoặc cao hơn.